# Pictorial Photographers of America

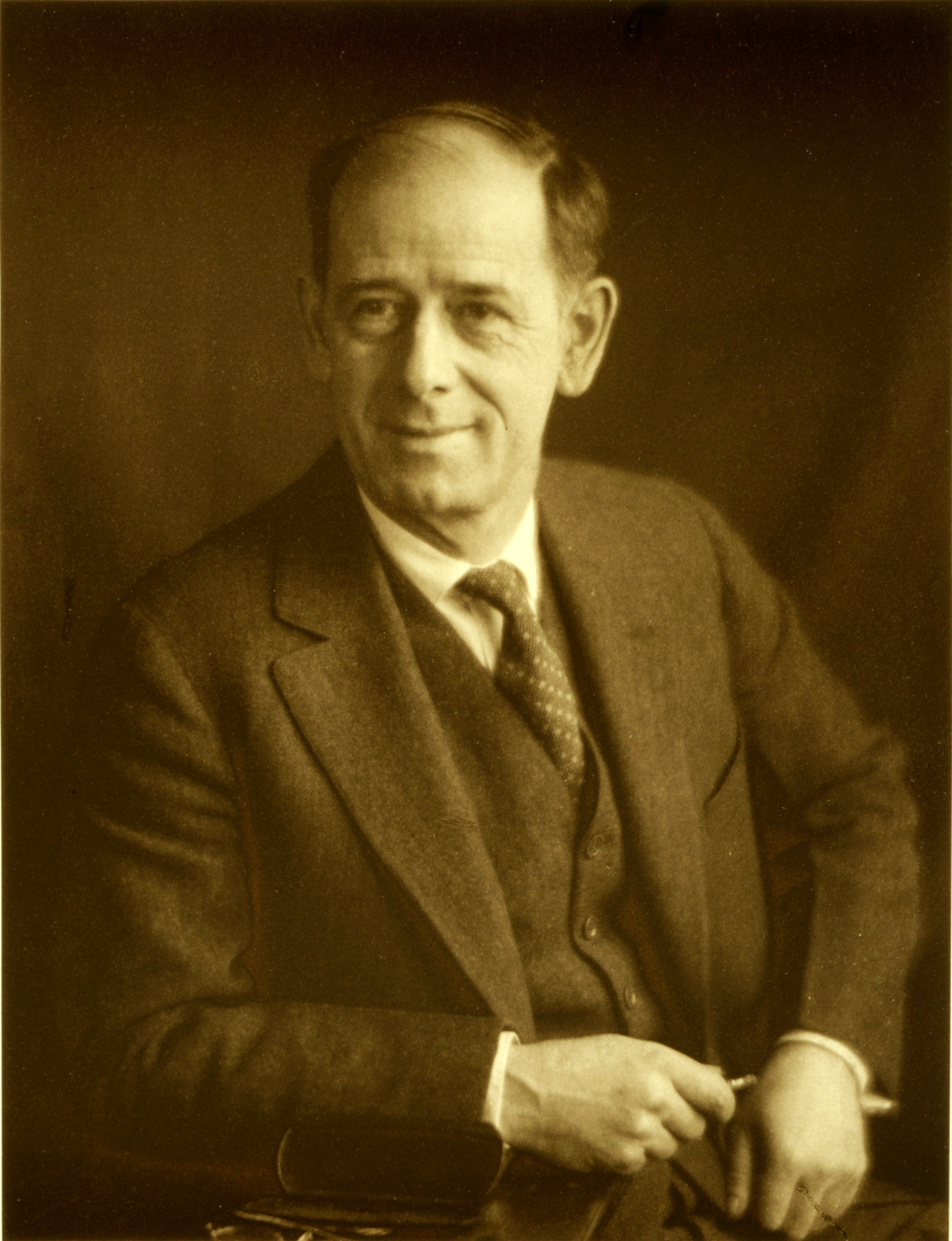
Clarence Hudson White, foto: Ulmann

Pictorial Photographers of America je dosud existující fotografický spolek, který v roce 1916 založili američtí fotografové Alvin L. Coburn, Gertrude Käsebierová a Clarence H. White. Mezi zakládající členy patřil také Drahomír Josef Růžička.
Spolek se hlásil k principům piktorialismu podobně jako zaniklá Fotosecese. Silný vliv ve spolku měl zejména Clarence H. White, který byl jeho prvním předsedou do roku 1922.